# 藤原公利
藤原 公利（ふじわら の きみとし）は平安時代の貴族。官位は従四位下・但馬守。中納言・藤原山蔭の次男。

## 経歴
延喜2年（902年）10月8日、醍醐天皇の命で、蔵人として斎院・君子内親王の病を労問した。5年（905年）、備中介（受領）となり、醍醐天皇より、御衣一襲を賜った。11年（911年）、備中介を秩満し、都に帰った。
延喜12年（912年）4月8日、父・山蔭の建てた総持寺に鐘を寄進した。この鐘の銘が『朝野群載』に収載されている。
承平7年（937年）、山城前司として、定額寺灯分料米若干を赦され、新司・源公忠が補填を引き継いだ。
『古今和歌集』には寵（うつく、源精女）が常陸に罷る時に、公利に詠んだ次の歌がある。この歌の「きみとし」は「君とし」と「公利」の言葉遊びである。
『尊卑分脈』によれば、従四位下・但馬守に昇ったという。

## 官歴
- 延喜2年（902年） 10月8日：見六位蔵人[2]
- 延喜5年（905年） 春：備中介（受領）[3]
- 延喜11年（911年） 日付不詳：秩満[4]
- 延喜12年（912年） 4月8日：前備前権介[1]
- 承平7年（937年） 日付不詳：見山城前司[5]
- 時期不詳：従四位下・但馬守[7]

## 系譜
『尊卑分脈』による
- 父：藤原山蔭（824-888）
- 母：筑前介有光女
- 妻：安倍氏主女
  - 男子：藤原守義（896-974）
- 生母不明の子
  - 男子：藤原仲挙
    - 『蒲氏家譜』によれば、現在の浜松市に蒲御厨を開発し、蒲神明宮神官家・蒲氏の祖となった[8]。